# Fernand Wertz
Pour les articles homonymes, voir Wertz.
Fernand Wertz, né le 29 janvier 1894 et mort le 28 novembre 1971 à Edegem est un footballeur international et entraîneur de football belge.

## Carrière comme joueur
- 1910-1928 : Antwerp FC

## Carrière comme entraîneur
- 1938-1939 : Antwerp FC
- 1942-1945 : Standard de Liège